# Arizona Rangers
Die Arizona Rangers waren eine spezielle Polizeieinheit, die 1901 nach dem Vorbild der Texas Rangers im damaligen Arizona-Territorium gegründet wurde, um der zunehmenden Gesetzlosigkeit im Territorium entgegenzutreten. Ihr Sitz war in Bisbee.
In der Kompanie, die ab 1903 eine Stärke von 26 Mann aufwies, dienten im Zeitraum von 1901 bis 1909 insgesamt 107 Männer, bestehend aus ehemaligen Gesetzeshütern, Soldaten, Ranchern sowie Cowboys.
Als geschulte Reiter und Schützen verschafften sie sich weit über die Grenzen von Arizona hinaus Respekt und Anerkennung. Ihr Einsatz trug mit dazu bei, dass Arizona am 14. Februar 1912 als 48. Staat in die Vereinigten Staaten von Amerika aufgenommen wurde.
Nach ihrer Auflösung 1909 wurde die Einheit 1957 als Hilfspolizeieinheit mit ehrenamtlichen Mitgliedern wiederaufgestellt.

## Leiter
Leiter war ein Captain.

### Captain Burton C. Mossman
Burton C. Mossman war der erste Captain der Arizona Rangers und amtierte von 1901 bis 1902.
Er war Rancher, Rough Rider und derjenige, der die Ranger-Einheit ins Leben gerufen hatte. Er wurde von Gouverneur Murphy bevollmächtigt, die Ranger zu organisieren und zu führen. Im Jahre 1902 trat er aufgrund eigener Geschäftsinteressen und bzw. oder weil er nicht unter einem neuen Gouverneur dienen  wollte, als Captain zurück.

### Captain Thomas H. Rynning
Thomas H. Rynning (1902 bis 1907) übernahm die Führung der Arizona Rangers nach dem Rücktritt Mossmans.
Unter seiner Führung wurden die Ranger für den Umgang mit Streiksituationen in Morenci und Bisbee bekannt. Rynning, der bereits Lieutenant bei Theodore Roosevelts Rough Riders gewesen war, führte ein umfangreiches Trainingsprogramm durch. Unter seiner Führung wurde die Kompanie der Arizona Rangers auf 26 Mann aufgestockt.

### Captain Harry C. Wheeler
Harry C. Wheeler (1907 bis 1909) war der dritte Captain der Arizona Rangers.
Wheeler trat 1903 der Einheit als Private bei. Seine Beförderung zum Unteroffizier erfolgte bereits drei Monate später. 1905 erlangte er den Rang des Lieutenants um dann, am 25. März 1907, der dritte Captain der Arizona Rangers zu werden.

## Film und Fernsehen
- Von 1957 bis 1958 wurde die Fernsehserie 26 Men produziert, in der in 78 Episoden die Frühgeschichte der Rangers thematisiert wurde.